# Петухов, Юрий Дмитриевич
Ю́рий Дми́триевич Петухо́в (17 мая 1951, Москва — 1 февраля 2009) — русский писатель, публицист, автор псевдоисторических работ, редактор, издатель. Главный редактор журналов «История», «Метагалактика», «Подлинная История». Основатель и редактор первой в России независимой газеты «Голос Вселенной».
Художественные произведения писал в жанрах фантастики, ужасов, эротической литературы. В псевдоисторических произведениях воспроизводил идеи русского неоязычества, отождествлял «русов» с этрусками и другими древними народами, а также с «арийцами», рассматривал их в качестве расы и называл древнейшим народом в мире, существующим со времён палеолита, породившим многие другие народы и создавшим все основные цивилизации.

## Биография
Родился в семье фронтовиков, участников Великой Отечественной войны, отец — боевой офицер, журналист и литератор, мать — работник культуры.
В 1967 году Юрий Петухов окончил среднюю школу, работал во ВНИИ кабельной промышленности (ВНИИКП). В 1969—1971 годах служил в Советской армии в Южной группе войск (Венгрия).
В 1971—1978 годах учился в Московском электротехническом институте связи (МЭИС) и Московском государственном институте радиотехники, электроники и автоматики (МИРЭА). В 1971 году вышел из рядов ВЛКСМ по идейным соображениям.
В 1972—1985 годах, совмещая учёбу, работал в НИИ оборонных отраслей.
В 1983 году в издательстве ДОСААФ вышла первая книга Петухова «Через две весны»; в 1989 году в издательстве «Современник» — вторая книга «День вчерашний, день завтрашний» (сборник реалистических повестей и рассказов).
В 1990—1991 годах романами «Бойня» и «Сатанинское Зелье» Петухов открывает, по собственному определению, «новый жанр» отечественной литературы — «сверхновую чёрную волну» или «литературу сверхреализма», соединяя элементы приключенческой литературы, научной фантастики, антиутопии и тёмного фэнтези. В августе 1991 года выдвинул тезис о свершившейся Третьей мировой войне и новом переделе мира. Начиная с 1990 года и до конца жизни, издал около полусотни книг — как художественных, так и публицистических.
Участник Октябрьских событий 1993 года со стороны оппозиции. Принимал участие в деятельности национал-патриотического движения, был соратником писателя Александра Проханова, но в своих статьях также восхищался личностью Владимира Жириновского.
В 1991—1996 годах издавал газету «Голос Вселенной», в которой национал-патриотическая публицистика сочеталась с художественными произведениями в жанрах научной фантастики, фэнтези и ужасов. Долгое время в газете публиковались также уфологические изыскания, в частности, «Классификатор пришельцев», однако впоследствии газета сообщила, что никаких инопланетян не существует, а под их видом являются бесы.
В 1997 году создал журнал «История» и альманах «Подлинная история».
Петухов называл себя этнологом и историком. Свои псевдоисторические работы он адресовал интересующимся, а также студентам и профессуре исторических факультетов.
Скоропостижно скончался при посещении могил родителей на кладбище. Похоронен на Ваганьковском кладбище в Москве.

## Творчество
В творчестве Петухова в рамках псевдоистории выделяются два периода. В 1980—1990-х годах он стремился отождествить праиндоевропейцев со славянами (праславянами). Затем, совершив поездки по странам Ближнего Востока и Египту, стал утверждать, что палеолитические кроманьонцы и были «исконными русами»; у них сложились праязык и культурные традиции, которые в наиболее чистом виде унаследовали русские, и именно «русы» составляли ствол («белую расу»), от которого постепенно отпочковывались самые разные народы.
Жанр научной фантастики подходил для целей неоязычников и уровня подачи ими материала. С одной стороны, их теории не имели возможности попасть в научные издания по причинам идеологической цензуры и несоответствия научным требованиям. С другой стороны, научная фантастика как жанр пользовалась в СССР значительно большей свободой и издавалась существенно большими тиражами, чем научные издания. Редакция издательства «Молодая гвардия» привлекала людей с неортодоксальными идеями, у которых были большие шансы донести их до публики. Литературный критик Всеволод Ревич называл это направление (представителями которого были Владимир Щербаков, Евгений Гуляковский, Юрий Петухов, Юрий Никитин) «нуль-литературой».
Петухов писал о божественном акте творения человека из гоминид путём воздействия на геном жёстким космическим излучением. Он полагал, что человек современного вида в результате этой генетической мутации впервые возник на Ближнем Востоке. Затем эти люди (кроманьонцы) скрещивались с обитавшими по соседству неандертальцами и синантропами, а также иными «архантропами», что в конечном итоге и привело к сложению негроидной и монголоидной рас и всего многообразия человеческих типов. Только обитавшие в Европе кроманьонцы, оказавшиеся в изоляции, долго избегали такого смешения. Именно такие несмешанные или смешанные в минимальной степени кроманьонцы и составили «суперэтнос русов», по мнению автора, послуживший стволом, от которого на протяжении тысячелетий отпочковывались самые разные народы. Такое «почкование» и смешение с другими видами или подвидами рода Homo рассматривались Петуховым как единственные механизмы, стоявшие за процессами формирования всего физического и культурно-языкового многообразия современного человечества. В результате Homo sapiens sapiens Петухов однозначно связывал с «белой расой», а формирование других рас шло, по его мнению, за счёт скрещивания «белой расы» с другими более архаичными подвидами человека, которых эта раса наделяла своими прогрессивными качествами, в первую очередь языком. По мнению Петухова «проторусы» появились 40—50 тысяч лет назад, затем стали «бореальными русами», которые населили все восточноевропейские палеолитические стоянки.
На идеи Петухова оказала влияние теория этногенеза Льва Гумилёва. По словам Петухова, он выработал основы своего «метаисторического подхода» в начале 1980-х годах. В это период теория Гумилева быстро распространялась и широко обсуждалась. Петухов воспроизводил схему, разработанную расовыми теоретиками Артюром де Гобино (о «вреде смешанных браков») и Людвигом Гумпловичем (о «расовых войнах»), и стремился обосновать ее, используя концепцию этногенеза Гумилёва, из который он заимствовал понятия «суперэтнос» и «пассионарность», а также идею, что исторические события объясняются местью «обиженных» своим «обидчикам». По примеру Гумилёва Петухов назвал себя «этнологом» и утверждал, что история этносов и взаимоотношения между ними составляют суть истории. Петухов писал, что русский народ непрерывно обновляется через постоянную инкорпорацию других групп, что прибавляет ему «пассионарности». Петухов увязывал биологический облик людей с типом мышления и рассматривал различные группы в виде иерархии, стремясь максимально удалить их друг от друга, придать их различиям видовой характер.
Праславяне в ранних сочинениях Петухова отождествлялись с «ариями», а «арии — это жизненно здоровые люди, способные к продлению рода и к борьбе за свои жизни и свой род». Это определение Петухов воспроизводил почти в каждой своей псевдоисторической книге. В истории Петухов видел «борьбу суперэтноса творцов с предэтносами, неспособными к созиданию, но алчущими присвоить чужое». История рассматривалась им как борьба различных этносов, которые наделены диаметрально противоположными менталитетом и психологией. Одни этносы творят и созидают, другие — только разрушать, поэтому «утверждать, что все этносы равны… было бы антинаучно, лженаучно и просто ложно». Сутью исторического процесса в Европе, по Петухову, начиная с эпохи Средневековья, является «большая расовая война», которую ведёт «средиземноморская раса» против «русов-славян», являющихся «истинными арийцами». Автор писал, что описываемые им «русы» являлись «расой». «Арийцы» отождествлялись автором с «русами, славянами». Причиной упадка древних цивилизаций названа утрата «арийцами» чистоты крови в результате их смешения с другими народами.
Отчасти Петухов опирался на теософию Елены Блаватской в отношении смены расовых эпох, доминирования в каждую из них одной «расы» и «реликтовых» остатков прежних рас, которые доживали свой век в новую эпоху. Пятую расу Блаватской, которую она называла «арийской», Петухов считал «русами». Петухов предрекал скорую гибель Запада и Востока. Только Россия, «генератор цивилизационно-пассионарных волн» сохранится, поскольку на основе «стволового суперэтноса» «русов» должен появиться новый «суперэтнос», который положит начало «новому человечеству» (соответствующему «шестой расе» Блаватской). Это человечество будет намного совершеннее нынешнего и станет заново осваивать планету, а со временем достигнет уровня «богочеловека», что изначально заложено «программой Сверхэволюции», выработанной «Высшим Разумом». По словам Петухова, именно русские наделены миссией вывести человечество на «уровень богов». При этом, согласно автору, речь идёт только о «российском человечестве». Все другие представлялись им «обезьяноподобными людьми», которым Петухов предрекал возвращение в животный мир.
Петухов обращался к этимологии, предложенной Фридрихом Максом Мюллером, который выводил термин «арии» из славянского «орати», то есть «пахать». Петухов игнорировал позднейшие доказательства ошибочности этой этимологии. В то же время под влиянием идей одного из основателей русского неоязычества Алексея Добровольского (Доброслава), не имеющего высшего образования, Петухов выводил корень «ар» от «яр», «ярый».
В конце 1980-х годов планировал написать многотомное сочинение «Подлинная история русского народа: 12 тысячелетий». Автором были заявлены следующие тома и их содержание: «Русь-варяги-викинги» (отрицание норманской принадлежности Рюрика), «Антихрист» (книга против Петра I), «Прародина» (о славянской прародине в эпоху палеолита).
В 1990 году в издательстве «Мысль» опубликовал книгу «Дорогами богов: Историко-мифологический детектив-расследование». В этом сочинении Петухов описывает славянскую мифологию, соединяя наиболее далёкие от науки идеи академика Б. А. Рыбакова (преимущественно), Вяч. Вс. Иванова, В. Н. Топорова и Жоржа Дюмезиля. К собственным идеям Петухова принадлежат, в частности, такие построения, в которых он производит Аполлона из Купалы, Индру, Тора и Тарана — из Перуна, «Тарха Тарховича» — тоже из Перуна, через глагол «трахнуть» и др. Из протославян автор выводит все индоевропейские народы, рассматривая их лишь как ответвления славянского корня. Соответственно, все мифологии, по мнению автора, производны от славянской. Авторы, предлагающие иные объяснения, по мнению Петухова, злонамеренно отрицают правду. Автор писал о родстве двукоренных имен Геракл и Ярослав, Перикл и Переяслав и др., Петухов «понял», что именно русские имена ближе к исходным индоевропейским. По его мнению, доказательств этого не требуются. «Да нам это и так достаточно ясно: Переяслав мог трансформироваться в Перикла, но не наоборот. Собеслав мог превратиться в Софокла, но Софокл в Собеслава — никогда!».
В книге «Вечная Россия» писал, что в своих построениях опирается прежде всего на работы лингвиста О. Н. Трубачёва, археолога Б. А. Рыбакова и историка А. Г. Кузьмина. Петухов заимствовал у этих учёных наиболее сомнительные и слабо обоснованные построения, которые не разделяются другими исследователями. Кроме того, он приписывал этим авторам идеи, которых в их работах не было. Так, он приписал Трубачёву утверждение, что славяне являются наиболее чистыми наследниками древнейших индоевропейцев. Вопреки Петухову, не имеет оснований заявление, что известный археолог А. В. Арциховский подтверждал подлинность «Велесовой книги».
Петухов писал, что подлинность «Велесовой книги» установить не удалось, но заявлял о необходимости её публикации и научного изучения, игнорируя наличие публикаций и научных экспертиз. В соответствии с «Велесовой книги» он предлагал искать предков славян среди степных кочевников, что, по его мнению, соответствует новейшим археологическим и лингвистическим данным. Из того же источника Петухов заимствовал триаду Правь-Явь-Навь, получившую распространение в русским неоязычестве.
Вначале положительно относился к «гиперборейской идее» (1998), но затем, в отличие от многих других национал-патриотов, отказался от поисков «арийской прародины» на далеком Севере, но в то же время называл Север «хранилищем генотипа», свойственного «суперэтносу» (2009).
В 2000-х годах Петухов планировал издать трёхтомную «Историю русов», из которой успел выпустить только два первых тома в своем издательстве «Метагалактика» (т. 1, 2000; т. 2, 2002). Отвергая «романо-германскую историческую школу», которая, по его словам, подчинила себе отечественную историческую мысль, Петухов, однако, следовал негативным методам этой «школы», в полную силу проявившим себя в этнологических работах конца XIX — первой половины XX века, таким как моноцентризм, миграционизм и расизм, которые упрощали исторический процесс.
В 2001 году вышло псевдоисторическое издание «Русская Хазария. Новый взгляд на историю» 2001 года, составителем которого стал Петухов. Авторы используют идеи Юрия Миролюбова и Александра Асова, а также подозревают профессиональных исследователей в несостоятельности и непригодности.
Петухов критиковал учёных и пытался представить их «фальсификаторами» — по его мнению, их главной целью является утаивание исторической истины, чего от них требовали некие заинтересованные политические силы. Себя Петухов позиционировал бескорыстным борцом за «истинное знание» и постоянно подчёркивал свой «профессионализм». В своей автобиографии утверждает, что в 1980-х годах пошёл на «полный разрыв с Отделением истории АН СССР», однако, не являясь историком, он никогда не имел отношения к Отделению истории или к какой-либо другой организации профессиональных историков. Петухов требовал переписать школьные учебники, где, по его мнению, необходимо показать «древних русов» создателями всех основных древних цивилизаций и признать Египет истинной колыбелью «русов».
Петухов декларировал, что дистанцируется от «народной этимологии» и утверждал, что его работам она не свойственна. Однако большая часть его экскурсов в лингвистику основывались на последней. Главными аргументами выдвигаемых Петуховым тезисов являлась характерная для любительских сочинений о языке псевдоэтимологическая интерпретация имён собственных — топонимов, этнонимов, антропонимов и теонимов. Приёмы этимологического анализа Петухова можно свести к следующим: 1) переход звуков друг в друга по определённым правилам (автором не систематизируемым); 2) чтение слов наоборот; 3) возведение «искажений» к имеющим сходное звучание славянским формам. Так, теоним «Посейдон» он трактовал как славянское «посей (то есть покрой) дно».

## Оценки
Петухов утверждал, что «русы» являются древнейшим народом; об этом редакция серии «Подлинная история русского народа», которой руководил сам Петухов, писала в 1998 году, что «выдающийся ученый», «известный историк» Юрий Петухов сделал открытие мирового значения и «данные автора не поддаются фальсификации» (не могут быть опровергнуты).

Известность Петухову принесли не столько его многочисленные романы и повести, не отличающиеся художественными достоинствами, сколько патологическое стремление Петухова эпатировать публику навязчивой пропагандой собственной «гениальности»: многочисленные интервью с самим собой, рекламные постеры и буклеты, заявления на страницах печати.
— «Энциклопедии фантастики» под редакцией В. Гакова

… то, что я читал о нём, вызывает стойкое неприятие, а судя по известным мне цитатам, он просто графоман.
— Борис Стругацкий

Вот и Россия, к величайшему сожалению, не заметила тогда ухода выдающегося русского мыслителя, печальника и заботника… Не замечает и по сю пору…
— Владимир Личутин

Думаю, не будь он русским экстремистом, ему была бы уготована слава того же Лукьяненко. Всю издательскую прибыль, все свои гонорары тратил на издание газет и журналов. «Голос Вселенной», «Поиск» и другие издания. Мы задумали с ним серию лучшей современной литературы из 30 томов «Библиотека сверхреализма».
— Владимир Бондаренко
Историк А. А. Чубур писал: «следует отметить, что в последнее десятилетие в России наблюдается опасная тенденция массовых лженаучных фальсификаций псевдопатриотической и националистической направленности в области древнейшей истории населения Восточной Европы. Яркие примеры — публикуемые в журнале самодеятельной Академии фундаментальных наук „Organizmica“ работы А. А. Тюняева, не менее одиозны псевдоисторические публикации П. М. Золина, В. А. Чудинова, Ю. Д. Петухова».

## Судебные запреты книг
20 июля 2006 года по инициативе прокуратуры Центрального района Волгограда группой психологов, политологов и лингвистов было проведено комплексное исследование произведений Петухова, в результате которого исследователи пришли к выводу, что в текстах разжигается расовая, национальная и религиозная рознь, пропагандируются культ насилия и жестокости и ксенофобия. В прокуратуру Москвы были направлены материалы на предмет наличия состава преступления.
5 февраля 2007 года Перовским судом города Москвы создан прецедент запрета книг, содержащих литературно-художественные тексты. Судом были применены нормы Федерального закона от 25 июля 2002 года № 114-ФЗ «О противодействии экстремистской деятельности» в отношении книг Петухова. Книги писателя «Четвертая Мировая» и «Геноцид» признаны экстремистскими, запрещены, подлежат изъятию и уничтожению.
Решение суда принято по представлению прокуратуры Центрального района Волгограда, направленному в Москву в июле 2006 года. Петухов подал кассационную жалобу в вышестоящий суд. Определением судебной коллегии по гражданским делам Московского городского суда от 20 марта 2007 года решение Перовского суда оставлено без изменения. Жалоба Петухова в Конституционный Суд РФ на нарушение его конституционных прав положениями статей 1 и 13 Федерального закона «О противодействии экстремистской деятельности» определением Пленума Конституционного суда РФ отклонена.
С письмом под названием «Кто и зачем возбуждает ненависть и вражду в обществе под видом „борьбы с экстремизмом“?! Прекратить преследование писателя Юрия Петухова!» на имя председателя Общественной палаты РФ, генерального прокурора и председателя Верховного Суда РФ выступили пятьдесят писателей: Юрий Мамлеев, Валентин Распутин, Василий Белов, Владимир Карпов, Валерий Ганичев, Станислав Куняев, Владимир Бондаренко, Владимир Личутин, Александр Проханов, Тимур Зульфикаров и др.